# 沙威县
沙威县，是泰国南部春蓬府的一个县。总面积898.0平方公里，总人口69340人，人口密度77.2人/平方公里（2005年）。

## 行政区划
沙威县辖有11个区，114个村。